# Heuliez GX 127
Les Heuliez Bus GX 127 et GX 127 L sont des autobus à gabarit réduit (midibus) à plancher bas fabriqués et commercialisés par le constructeur français Heuliez Bus de 2005 à 2014. Les versions standard et articulé ont également été disponibles, nommés GX 327 et GX 427. Ils font tous partie de la gamme Access'Bus.
Ils ont été lancés avec un moteur Diesel ayant la norme européenne de pollution Euro 3 puis au fil des années ont été améliorés jusqu'à la norme Euro 5.
Les GX 127 et GX 127 L remplacent les GX 117 et GX 117 L et a été remplacé par les GX 137 et GX 137 L.

## Historique
Ils ont été commercialisés entre 2006 et 2014 et succèdent au GX 117.
- Octobre 2005 : le GX 127 a été présenté au salon Transport Expo à Toulouse[2],[3].
- Juin 2010 : le GX 127 version 3 portes a été présenté au Salon européen de la mobilité[2],[3].
- 2014 : arrêt définitif des deux modèles[3].

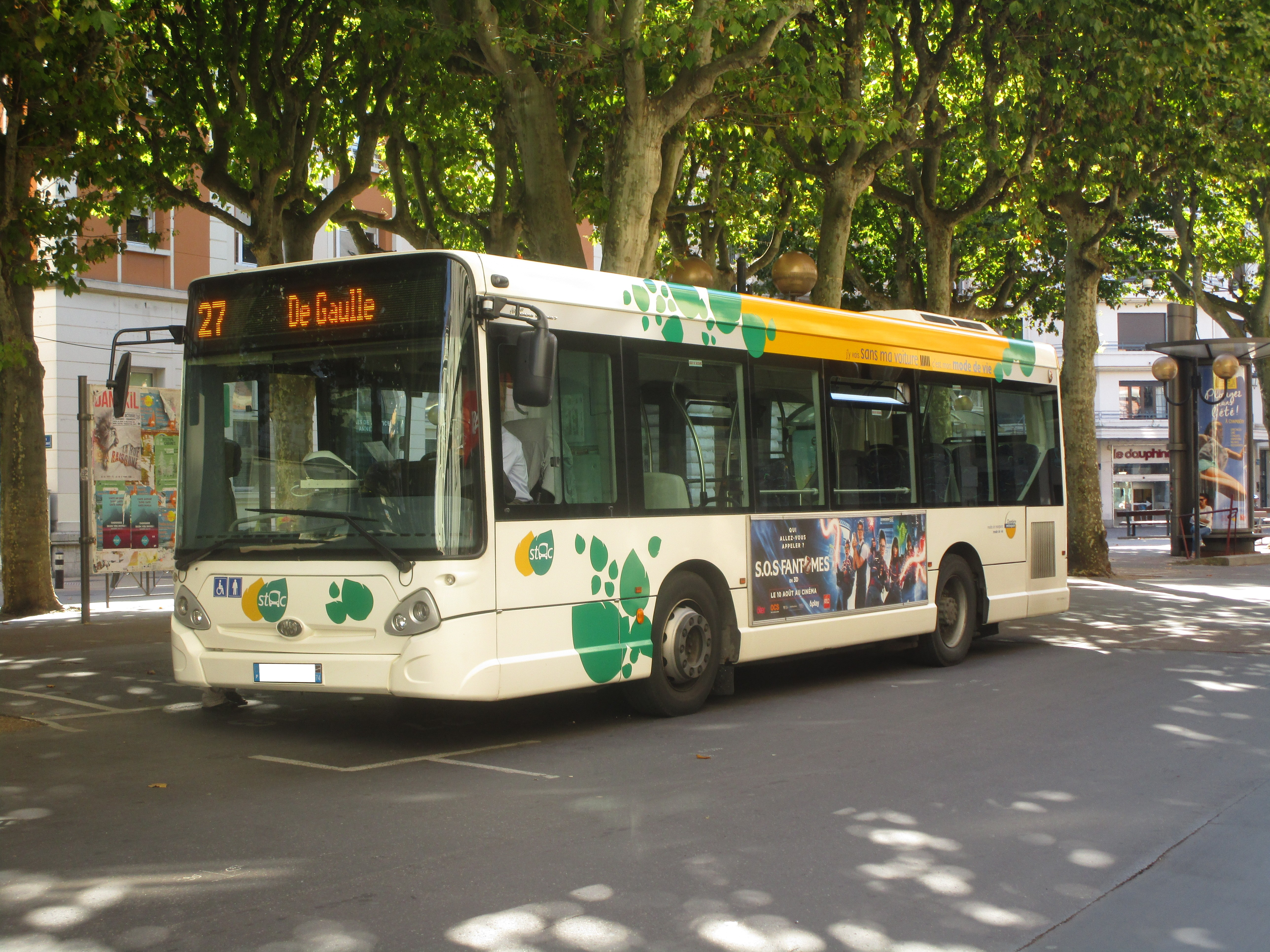
Un GX 127 de Chambéry.
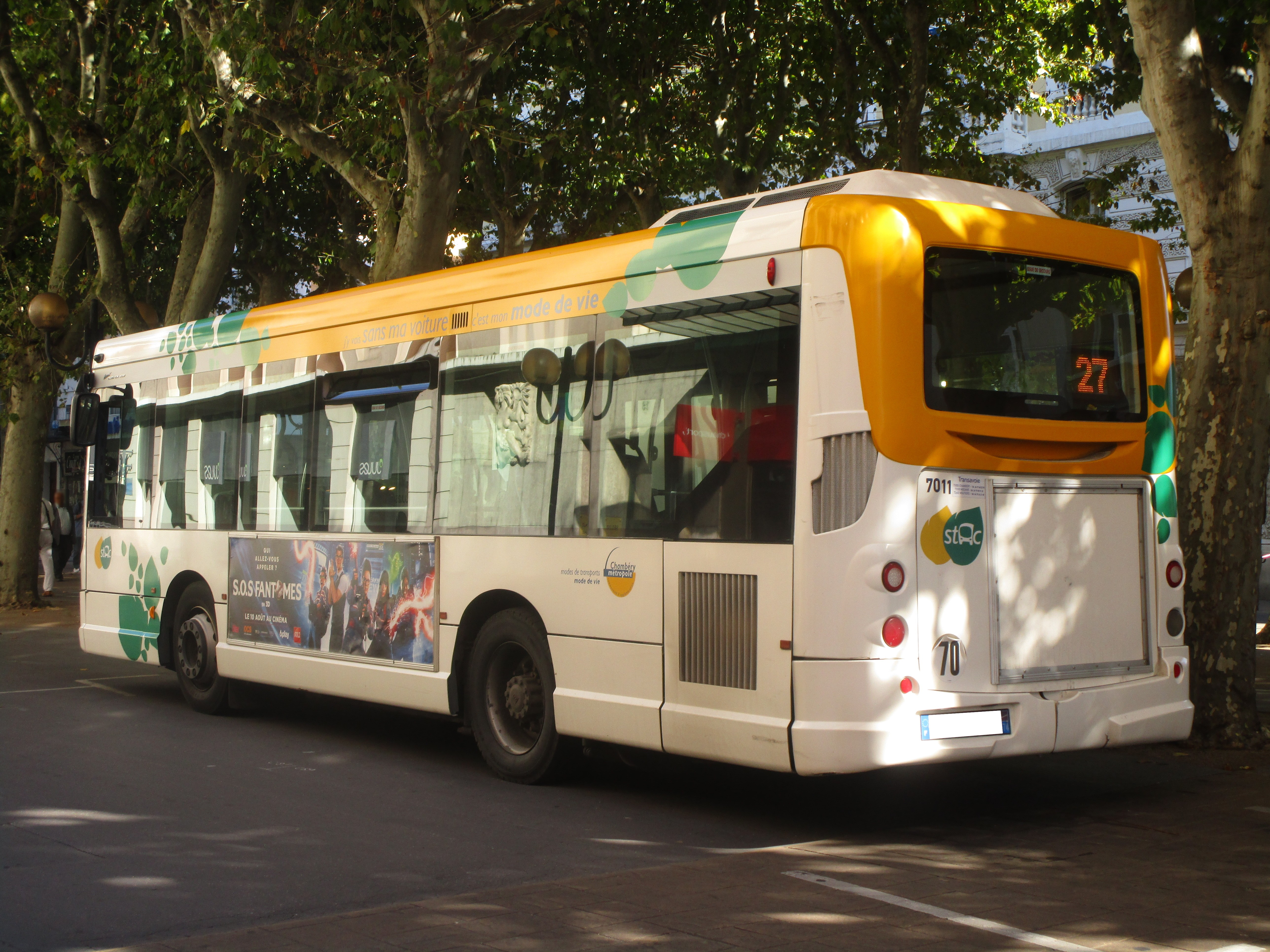
Un GX 127 de Chambéry.
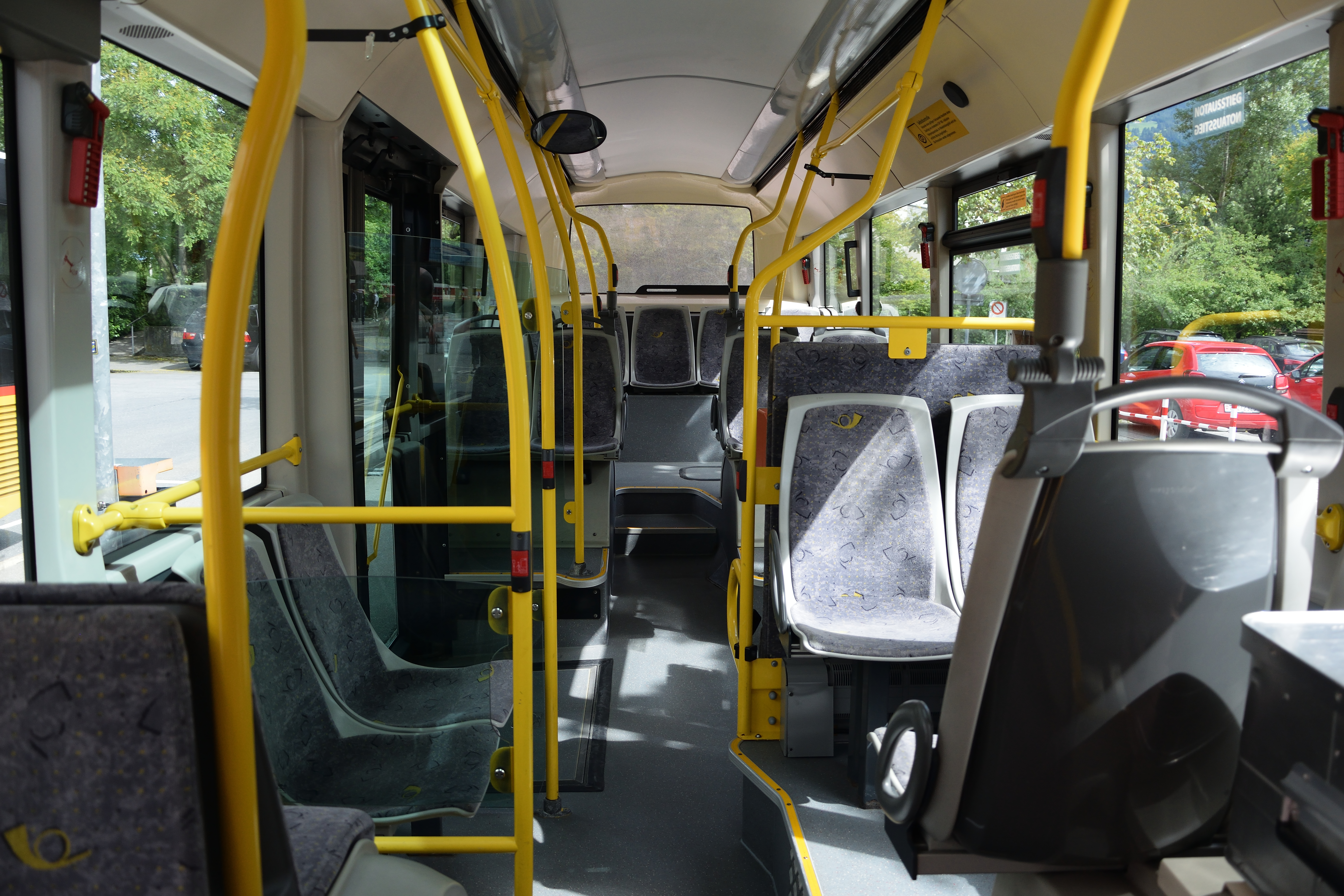
Vue intérieur.
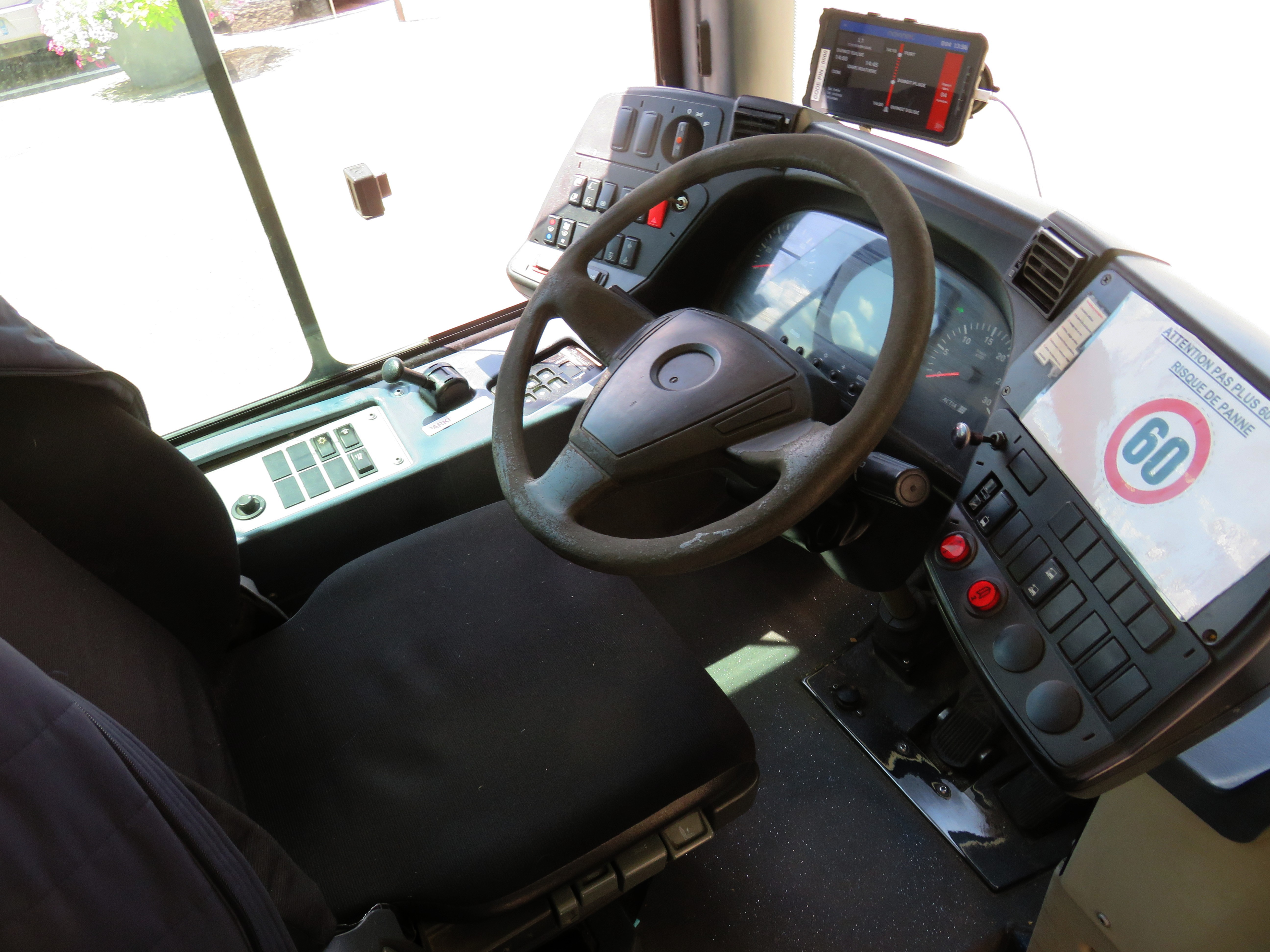
Poste de conduite.

### Résumé du GX 127
| Générations                                 | Production | Dérivés de chez Heuliez Bus | Modèles similaires                                 |
| ------------------------------------------- | ---------- | --------------------------- | -------------------------------------------------- |
| Heuliez Bus GX 127 / GX 127 L (2005 - 2014) |            | GX 327 ; GX 427             | Irisbus Citelis ; Mercedes-Benz Citaro C1 facelift |

## Générations
Les GX 127 et GX 127 L ont été produits avec 2 générations de moteurs Diesel : 
- Euro 4 : construits de 2005 à 2009.
- Euro 5 : construits de 2009 à 2014.

## Les différentes versions

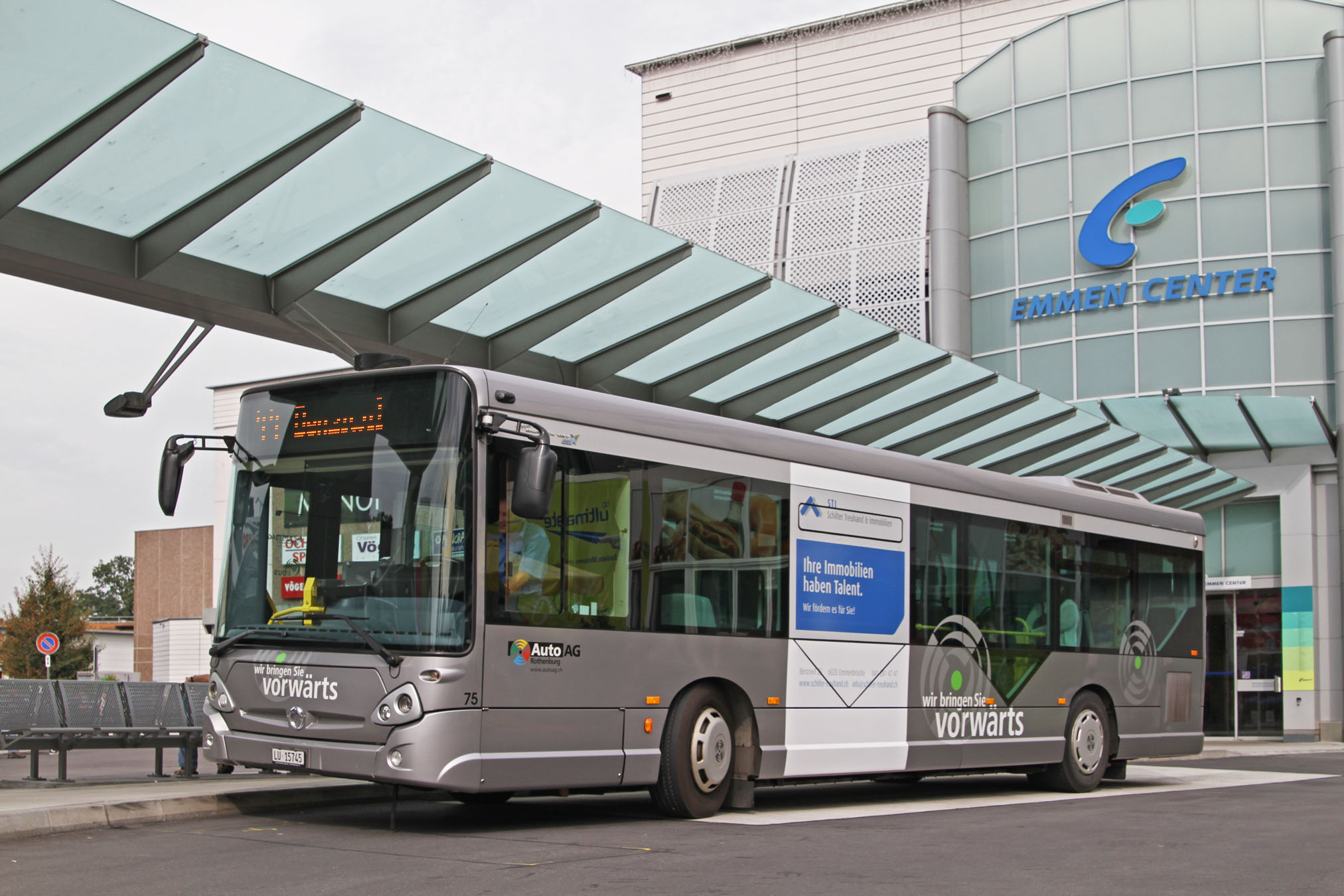
Irisbus GX 127 L.

- Heuliez Bus GX 127 Access'Bus : disponible en deux ou trois portes. La version deux portes fait 9,420 m de long et celle de 3 portes en fait 9,495 m. Cette version possède deux vitres entre la porte avant et la porte du milieu. Côté conducteur, elle possède quatre vitres plus une demi après la baie conducteur[3].
- Heuliez Bus GX 127 L Access'Bus : disponible en deux ou trois portes également, il a une longueur de 10,75 m. Cette version possède deux vitres plus une demi entre la porte avant et la porte du milieu. Côté conducteur, elle possède cinq vitres plus une demi après la baie conducteur. Il peut être aménagé avec 2 emplacements UFR[2],[3].
- Irisbus GX 127 & GX 127 L : versions commercialisés hors France. Uniquement le nom change ainsi que le logo de la calandre.

## Caractéristiques

### Dimensions
|                               | Heuliez Bus GX 127 (2 portes), Irisbus GX 127 (2 portes) | Heuliez Bus GX 127 (3 portes) Irisbus GX 127 (3 portes) | Heuliez Bus GX 127 L, Irisbus GX 127 L |
| ----------------------------- | -------------------------------------------------------- | ------------------------------------------------------- | -------------------------------------- |
| Longueur                      | 9 420 mm                                                 | 9 495 mm                                                | 10 645 mm                              |
| Largeur (sans rétroviseurs)   | 2 330 mm                                                 | 2 330 mm                                                | 2 330 mm                               |
| Hauteur* (sans climatisation) | 2 885 mm                                                 | 2 885 mm                                                | 2 885 mm                               |
| Empattement                   | 4 130 mm                                                 | 4 130 mm                                                | 5 355 mm                               |
| Porte-à-faux                  | AV : 2 515 mm ; AR : 2 775 mm                            | AV : 2 515 mm ; AR : 2 850 mm                           | AV : 2 515 mm ; AR : 2,775 mm          |
| Rayon de braquage             | 8 220 mm                                                 | 8 220 mm                                                | 9 740 mm                               |
| Angle d’attaque / Fuite       | 8° / 7,2°                                                | 8° / 7,2°                                               | 8° / 7,2°                              |
| Masse à vide**                | 9 500 kg                                                 |                                                         |                                        |
| P.T.A.C.                      | 14 660 kg                                                | 17 900 kg                                               | 17 900 kg                              |
| Capacité**                    | 70 maxi                                                  | 70 maxi                                                 | 90 maxi                                |
| Portes                        | 2                                                        | 3                                                       | 2                                      |
| Hauteur du plancher           | 320 mm                                                   | 320 mm                                                  | 320 mm                                 |
| Réservoir à combustible       | Diesel : 160 l ; AUS 32 : 16,5 l                         | Diesel : 160 l ; AUS 32 : 16,5 l                        | Diesel : 160 l ; AUS 32 : 16,5 l       |

* = avec climatisation : 3 265 mm ; ** = variable selon l'aménagement intérieur.

### Motorisations

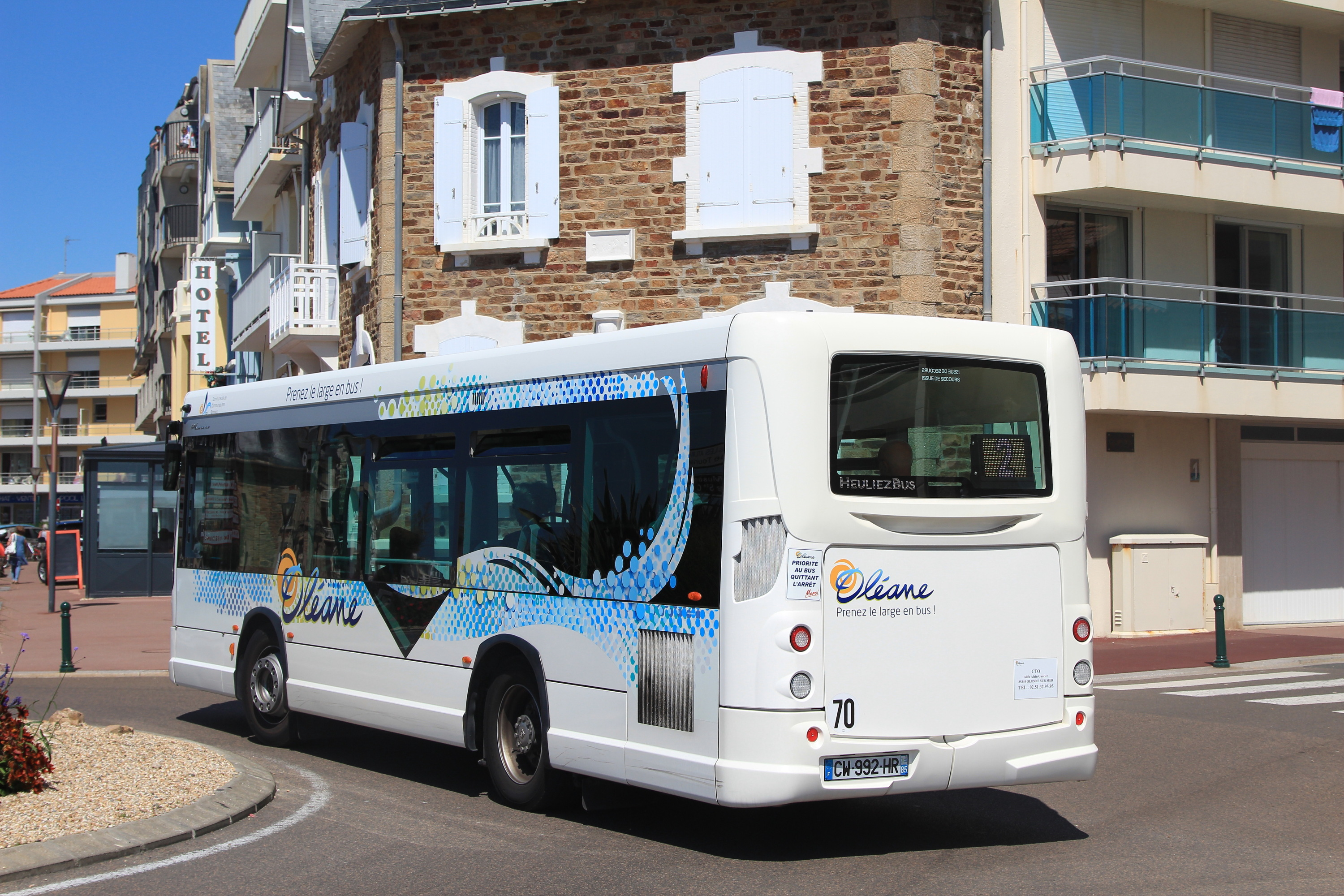
Vue arrière.

Les GX 127 ont eu quatre motorisations Diesel au fil des années de leurs productions et en fonction des différentes normes européennes de pollution.
- l'Iveco Tector 6 (Euro 4) six cylindres en ligne de 5,9 litres avec turbocompresseur développant 218 ou 265 ch.
- l'Iveco Tector 6 (Euro 5 - EEV) six cylindres en ligne de 5,9 litres avec turbocompresseur développant 218 ou 265 ch.

Ils ont tous été équipés d'une boite de vitesses Allison à 4 ou 6 rapports.
| Modèle                      | Construction | Moteur + Nom                        | Norme Euro   | Cylindrée         | Performance                    | Couple                 | Vitesse maxi | Consommation + CO2        |
| GX 127 GX 127 L (Allison 4) | 2005 - 2009  | 6 cylindres en ligne Iveco Tector 6 | Euro 4       | 5 883 cm3 (5,9 L) | 160 kW (218 ch) à 2 500 tr/min | 680 N m à 1 200 tr/min | 75 km/h      | 29 à 32 l/100 km ... g/km |
| GX 127 GX 127 L (Allison 6) | 2005 - 2009  | 6 cylindres en ligne Iveco Tector 6 | Euro 4       | 5 883 cm3 (5,9 L) | 194 kW (265 ch) à 2 500 tr/min |                        | 88 km/h      |                           |
| GX 127 GX 127 L (Allison 4) | 2009 - 2014  | 6 cylindres en ligne Iveco Tector 6 | Euro 5 - EEV | 5 883 cm3 (5,9 L) | 160 kW (218 ch) à 2 500 tr/min | 680 N m à 1 200 tr/min | 75 km/h      |                           |
| GX 127 GX 127 L (Allison 6) | 2009 - 2014  | 6 cylindres en ligne Iveco Tector 6 | Euro 5 - EEV | 5 883 cm3 (5,9 L) | 194 kW (265 ch) à 2 500 tr/min |                        | 88 km/h      |                           |

### Châssis et carrosserie
Ils sont construits sur un châssis Heuliez Bus, contrairement aux GX 327 et GX 427 qui sont eux, construits sur des châssis d'Irisbus Citelis.

### Options et accessoires
Options extérieures

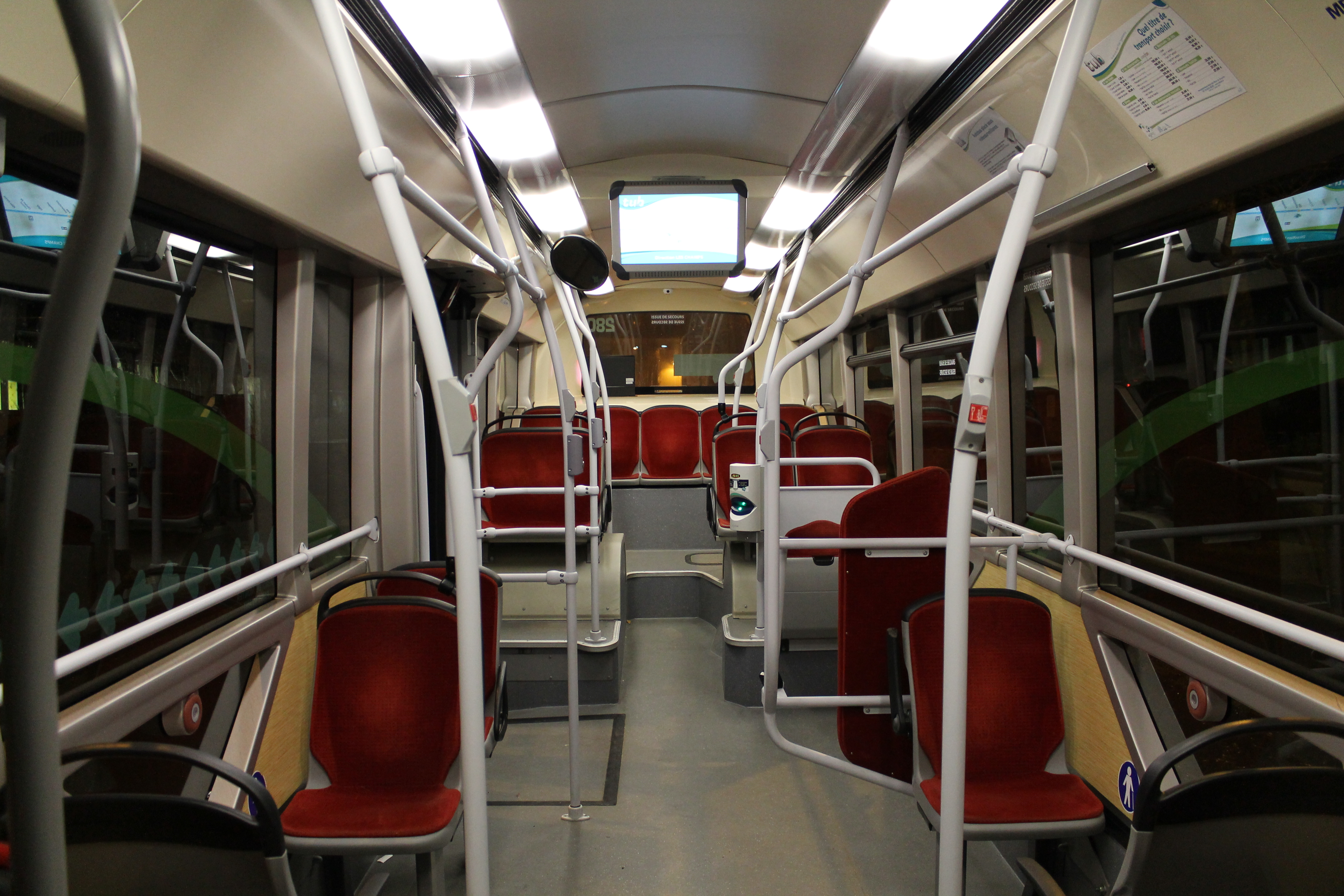
Vue intérieur.

- Rampe d'accès (PMR) électrique pour les personnes en fauteuil roulant ;
- Seconde porte coulissante et non louvoyante et/ou ajout d'une 3e porte.

Options intérieures
- Baies panoramiques en partie basse, à hauteur de l'emplacement destiné aux personnes en fauteuil rouant ;
- Pavillon vitré Lumi'bus sur la partie centrale ;
- Éclairages d'ambiance Lampa'bus, éclairant indirectement les voussoirs ;
- Climatisation intégrale ou uniquement pour le conducteur.

Autres options
- Ajout d'un 3e feu stop.